# رابيو أفولابي
رابيو أفولابي Rabiu Afolabi (بالإنجليزية: Rabiu Afolabi)‏، من مواليد 18 ابريل 1980 في أوسوغبو في نيجيريا، لاعب كرة قدم نيجيري.
بدأ مسيرته الكروية مع نادي نيبا لاغوس في عام 1997، وفي عام 1997 انتقل إلى نادي ستاندارد لياج البلجيكي، ولعب معهم حتى عام 2000، وشارك معهم في 53 مباراة وسجل هدفين، وفي موسم 2000/2001 انتقل إلى نادي نابولي الإيطالي، وفي عام 2001 عاد إلى نادي ستاندارد لياج البلجيكي، ولعب معهم حتى عام 2003، وشارك معهم في 36 مباراة، وفي عام 2003 انتقل إلى نادي أوستريا فيينا النمساوي، ولعب معهم حتى عام 2005، وشارك معهم في 60 مباراة وسجل هدف واحد، ومنذ عام 2005 وهو يلعب مع نادي سوشو الفرنسي.
منذ عام 2000 وهو يلعب مع منتخب نيجيريا لكرة القدم.

## مسيرته الكروية
لعب رابيو أفولابي خلال مسيرته الاحترافية مع 8 أندية في سبعة عشر موسمًا وسجل خلالها 13 هدفًا ضمن 352 مباراة. حيث فاز في موسمين بالكأس وفي موسم واحد بالدوري.
خاض رابيو أفولابي مسيرته مع NEPA Lagos F.C. ‏ ما بين عامي 1997 و1998 لمدة موسم واحد، لم يشارك في أي مباراة ولم يسجل أي هدف. ثم انتقل إلى نادي ستاندارد لييج في موسم 1997–98 في المرة الأولى واستمر معه طيلة ثلاثة مواسم ثم في موسم 2001–02 ولمدة موسمين، حيث شارك طوالها في 88 مباراة سجل خلالها هدفين. لينتقل بعدها إلى نادي نابولي في موسم 2000–01 لمدة موسم واحد، لم يشارك في أي مباراة ولم يسجل أي هدف. ثم انتقل إلى نادي أوستريا فيينا في موسم 2003–04 ولمدة موسمين، مشاركًا في 60 مباراة سجل خلالها هدفًا واحدًا. هذا وانتقل لاحقًا إلى نادي سوشو في موسم 2005–06 ليلعب معه أربعة مواسم، مشاركًا في 123 مباراة سجل خلالها 5 أهداف. ثم انتقل بعدها إلى نادي ريد بول سالزبورغ في موسم 2009–10 ولمدة موسمين، مشاركًا في 62 مباراة سجل خلالها 4 أهداف. ليعود وينتقل من جديد، لكن هذه المرة إلى نادي موناكو في موسم 2011–12 لمدة موسم واحد، مشاركًا في 14 مباراة سجل خلالها هدفًا واحدًا. لينتقل بعدها إلى نادي سوندرييسكه في موسم 2012–13 لمدة موسم واحد، مشاركًا في 5 مباريات ولم يسجل أي هدف.

## روابط خارجية
- رابيو أفولابي على موقع الاتحاد الدولي (مؤرشف)  (الإنجليزية)
- رابيو أفولابي على موقع قاعدة بيانات كرة القدم.إي يو (الإنجليزية)
- رابيو أفولابي على موقع ليكيب (الفرنسية)
- رابيو أفولابي على موقع ناشيونال فوتبول تيمز (الإنجليزية)
- رابيو أفولابي على موقع Soccerway.com (الإنجليزية)